# Дискографія Disturbed
Disturbed — американський рок-гурт, створений 1996 року, коли гітарист Ден Доніган і бас-гітарист Стів Кмак найняли вокаліста Девіда Дреймана. Випуск демо-касети призвів до підписання контракту з лейблом Giant Records, на якому й вийшов дебютний студійний альбом — The Sickness у березні 2000 року. Альбом потрапив до топ-30 американського чарту Billboard 200 і австралійського хіт-параду ARIA Charts. Від моменту випуску The Sickness став чотири рази платиновим в США за сертифікацією Американської асоціації звукозаписних компаній (RIAA) і платиновим в Австралії за сертифікацією Австралійської асоціації компаній звукозапису (ARIA). На підтримку альбому вийшло чотири сингли: «Stupify», «Voices», «The Game», і «Down with the Sickness». Останній з них досягнув найбільшого успіху, ставши платиновим за сертифікацією RIAA.
У червні 2002 року Disturbed випускають документальний фільм M. O. L., в якому показані моменти з життя учасників гурту під час запису пісень та концертів, а також кілька кліпів (як постановочних, так і концертних) на композиції з дебютного альбому. Пізніше, M. O. L. став платиновим за сертифікаціяєю ARIA. Свій другий студійний альбом, Believe, гурт випустив у вересні 2002 року. Альбом очолив американський Billboard 200 і новозеландський хіт-парад RIANZ, а також посів другу сходинку в Canadian Albums Chart. Believe став двічі платиновим за сертифікацією RIAA і платиновим за критеріями ARIA та Канадської асоціації компаній звукозапису (CRIA). Перший сингл з цього альбому, «Prayer», дістався 14-го місця в Canadian Singles Chart і 31-го в UK Singles Chart. Відео на пісню зняли брати Грег і Колін Штраус, однак, оскільки сцени кліпу нагадували про трагічні події 11 вересня, багато телеканалів відмовилися транслювати його. Наступний сингл «Remember» не зміг досягнути успіху свого попередника. У лютому 2004 року виходить концертний альбом Music as a Weapon II, записаний під час спільного туру Disturbed з такими гуртами, як Chevelle, Taproot і Ünloco. Альбом посів 148-ме місце в Billboard 200.
Через три роки після виходу Believe Disturbed випускають альбом Ten Thousand Fists у вересні 2005 року. Альбом досягнув тих самих позицій, що й попередник: перше місце в чартах Billboard 200 і RIANZ і розмістився на другому рядку в Canadian Albums Chart. Ten Thousand Fists став платиновим у США, Австралії і Канаді. З цього релізу вийшло п'ять пісень як сингли: «Guarded», «Just Stop», кавер-версія на пісню «Land of Confusion» британського гурту Genesis, «Stricken» і заголовний трек альбому. Третій і четвертий з них потрапили до топ-90 Billboard Hot 100 і до топ-80 UK Singles Chart. «Stricken» досягнув золотого статусу в США. Четвертий студійний альбом, Indestructible вийшов у червні 2008 року. Розвинувши успіх своїх попередників, Indestructible очолив хіт-паради
Billboard, RIANZ, ARIA і CRIA і став платиновим у США. Чотири сингли вийшло на підтримку цього альбому: «Indestructible», «Perfect Insanity», «The Night» та «Inside the Fire», останній з яких очолив Hot Mainstream Rock Tracks, став золотим за сертифікацією RIAA і його номіновано на премію «Греммі» в категорії «Найкраще хард-рок виконання». Наступний студійний альбом Disturbed Asylum, який вийшов 31 серпня 2010 року, став для цього гурту четвертим поспіль, який очолив чарт Billboard 200. Тільки два рок-гурти в історії досягали такого ж успіху: Metallica і Dave Matthews Band.

## Альбоми

### Студійні альбоми
| Рік                                                                        | Подробиці                                                                                  | Найвищі місця в чартах | Найвищі місця в чартах | Найвищі місця в чартах | Найвищі місця в чартах | Найвищі місця в чартах | Найвищі місця в чартах | Найвищі місця в чартах | Найвищі місця в чартах | Найвищі місця в чартах | Найвищі місця в чартах | Сертифікації | Продажі                         |
| Рік                                                                        | Подробиці                                                                                  | США                    | АВС                    | АВТ                    | КАН                    | НІМ                    | НІД                    | НОЗ                    | ШВЕ                    | ШВА                    | ВЕЛ                    | Сертифікації | Продажі                         |
| -------------------------------------------------------------------------- | ------------------------------------------------------------------------------------------ | ---------------------- | ---------------------- | ---------------------- | ---------------------- | ---------------------- | ---------------------- | ---------------------- | ---------------------- | ---------------------- | ---------------------- | --- | ------------------------------- |
| 2000                                                                       | The Sickness - Вихід: 7 березня 2000 - Лейбл: Giant (#24738) - Формат: CD, CS, LP          | 29                     | 30                     | —                      | —                      | —                      | —                      | —                      | —                      | —                      | 102                    | - США: 4× Платиновий - АВС: Платиновий - КАН: Платиновий - ВЕЛ: Золотий                                                                       | - США: 4,248,000 - ВЕЛ: 145,000 |
| 2002                                                                       | Believe - Вихід: 17 вересня 2002 - Лейбл: Reprise (#48320) - Формат: CD, LP, CS            | 1                      | 32                     | 42                     | 2                      | 68                     | —                      | 1                      | 35                     | 91                     | 41                     | - : 2× Платиновий - : Платиновий - : Платиновий - НОЗ: Золотий - : Золотий                                                                    | - US: 2,000,000                 |
| 2005                                                                       | Ten Thousand Fists - Вихід: 20 вересня 2005 - Лейбл: Reprise (#49433) - Формат: CD, LP, CS | 1                      | 11                     | 37                     | 2                      | 21                     | 87                     | 1                      | 24                     | 62                     | 59                     | - : Платиновий - : Платиновий - : Платиновий - : Золотий - : Золотий                                                                          | - US: 1,900,000                 |
| 2008                                                                       | Indestructible - Вихід: 3 червня 2008 - Лейбл: Reprise (#12886) - Формат: CD, LP           | 1                      | 1                      | 10                     | 1                      | 11                     | 57                     | 1                      | 15                     | 15                     | 20                     | - : Платиновий - : Платиновий - : Платиновий - : Золотий[джерело?] - : Платиновий - : Золотий                                                 |                                 |
| 2010                                                                       | Asylum - Вихід: 31 серпня 2010 - Лейбл: Reprise (#524038) - Формат: CD, DI, LP             | 1                      | 2                      | 3                      | 2                      | 4                      | 22                     | 1                      | 7                      | 14                     | 7                      | - : Золотий - : Золотий - : Золотий - : Срібний                                                                                               |                                 |
| 2015                                                                       | Immortalized - Вихід: 21 серпня 2015 - Лейбл: Reprise - Формат: CD, DI, LP                 | 1                      | 1                      | 2                      | 1                      | 2                      | 11                     | 2                      | 9                      | 5                      | 8                      | - : Платиновий - : Платиновий - : Золотий - : Золотий - : Золотий - GER: Платиновий - : Золотий - : Золотий - : Золотий - : Золотий[джерело?] | - US: 1,000,000+                |
| "—" позначає реліз, що не потрапив до чарту або не виходив у тому регіоні. |                                                                                            |                        |                        |                        |                        |                        |                        |                        |                        |                        |                        | |                                 |

### Збірки
| Рік  | Подробиці                                                                     | Найвищі місця в чартах | Найвищі місця в чартах | Найвищі місця в чартах | Найвищі місця в чартах | Найвищі місця в чартах | Найвищі місця в чартах | Найвищі місця в чартах | Найвищі місця в чартах | Найвищі місця в чартах | Продажі     |
| Рік  | Подробиці                                                                     | США                    | АВС                    | АВТ                    | КАН                    | НІМ                    | НОЗ                    | ШВЕ                    | ШВА                    | ВЕЛ                    | Продажі     |
| ---- | ----------------------------------------------------------------------------- | ---------------------- | ---------------------- | ---------------------- | ---------------------- | ---------------------- | ---------------------- | ---------------------- | ---------------------- | ---------------------- | ----------- |
| 2011 | The Lost Children - Вихід: 8 листопада 2011 - Лейбл: Reprise - Формат: CD, DI | 13                     | 12                     | 35                     | 17                     | 29                     | 10                     | 59                     | 59                     | 85                     | - : 238,000 |

### Концертні альбоми
| Рік  | Подробиці                                                                                | Найвищі місця в чартах | Найвищі місця в чартах |
| Рік  | Подробиці                                                                                | США                    | АВС                    |
| ---- | ---------------------------------------------------------------------------------------- | ---------------------- | ---------------------- |
| 2004 | Music as a Weapon II - Вихід: 24 лютого 2004 - Лейбл: Reprise (#48620) - Формат: CD, DVD | 148                    | —                      |
| 2016 | Live at Red Rocks - Вихід: 18 листопада 2016 - Лейбл: Reprise - Формат: CD               | 98                     | 43                     |

## Міні-альбоми
| Рік  | Подробиці EP                                                                        |
| ---- | ----------------------------------------------------------------------------------- |
| 2008 | Live & Indestructible[A] - Вихід: 30 вересня 2008 - Лейбл: Reprise - Формат: DI, CD |

## Сингли
| Рік | Пісня                    | Найвищі місця в чартах | Найвищі місця в чартах | Найвищі місця в чартах | Найвищі місця в чартах | Найвищі місця в чартах | Найвищі місця в чартах | Найвищі місця в чартах | Найвищі місця в чартах | Найвищі місця в чартах | Найвищі місця в чартах | Сертифікація | Альбом             |
| Рік | Пісня                    | США                    | США Alt.               | США Main.              | США Rock               | АВС                    | КАН                    | FIN                    | НОЗ                    | ШВЕ                    | ВЕЛ                    | Сертифікація | Альбом             |
| --- | ------------------------ | ---------------------- | ---------------------- | ---------------------- | ---------------------- | ---------------------- | ---------------------- | ---------------------- | ---------------------- | ---------------------- | ---------------------- | --- | ------------------ |
| 2000 | "Stupify"                | —[B]                   | 10                     | 12                     | ×                      | —                      | —                      | —                      | —                      | —                      | —                      | | The Sickness       |
| 2000 | "Down with the Sickness" | —[C]                   | 8                      | 5                      | ×                      | —                      | —                      | —                      | —                      | —                      | —                      | - : Платиновий - : Срібний | The Sickness       |
| 2000 | "Voices"                 | —                      | 18                     | 16                     | ×                      | —                      | —                      | —                      | —                      | —                      | 52                     | | The Sickness       |
| 2001 | "The Game"               | —                      | —                      | 34                     | ×                      | —                      | —                      | —                      | —                      | —                      | —                      | | The Sickness       |
| 2002 | "Prayer"                 | 58                     | 3                      | 3                      | ×                      | —                      | 14                     | —                      | —                      | —                      | 31                     | | Believe            |
| 2002 | "Remember"               | —[D]                   | 22                     | 6                      | ×                      | —                      | —                      | —                      | —                      | —                      | 56                     | | Believe            |
| 2003 | "Liberate"               | —[E]                   | 22                     | 4                      | ×                      | —                      | —                      | —                      | —                      | —                      | —                      | | Believe            |
| 2005 | "Guarded"                | —[F]                   | 28                     | 7                      | ×                      | —                      | —                      | —                      | —                      | —                      | —                      | | Ten Thousand Fists |
| 2005 | "Stricken"               | 95                     | 13                     | 2                      | ×                      | —                      | —                      | —                      | —                      | —                      | 88                     | - : Золотий | Ten Thousand Fists |
| 2006 | "Just Stop"              | —                      | 24                     | 4                      | ×                      | —                      | —                      | —                      | —                      | —                      | —                      | | Ten Thousand Fists |
| 2006 | "Land of Confusion"      | —[G]                   | 18                     | 1                      | ×                      | —                      | —                      | —                      | —                      | —                      | 79                     | | Ten Thousand Fists |
| 2006 | "Ten Thousand Fists"     | —                      | 37                     | 7                      | ×                      | —                      | —                      | —                      | —                      | —                      | —                      | | Ten Thousand Fists |
| 2008 | "Inside the Fire"        | 73                     | 4                      | 1                      | ×                      | 43                     | 60                     | 19                     | 18                     | —                      | —                      | - : Золотий | Indestructible     |
| 2008 | "Perfect Insanity"       | —                      | —                      | —                      | ×                      | —                      | —                      | —                      | —                      | —                      | —                      | | Indestructible     |
| 2008 | "Indestructible"         | 72                     | 10                     | 2                      | ×                      | —                      | 57                     | —                      | —                      | —                      | —                      | | Indestructible     |
| 2009 | "The Night"              | —                      | 18                     | 2                      | 8                      | —                      | —                      | —                      | —                      | —                      | —                      | | Indestructible     |
| 2010 | "Another Way to Die"     | 81                     | 15                     | 1                      | 1                      | —                      | 62                     | —                      | —                      | —                      | —                      | | Asylum             |
| 2010 | "Asylum"                 | —                      | —                      | —                      | —                      | —                      | —                      | —                      | —                      | —                      | —                      | | Asylum             |
| 2010 | "The Animal"             | —                      | 20                     | 2                      | 6                      | —                      | —                      | —                      | —                      | —                      | —                      | | Asylum             |
| 2011 | "Warrior"                | —[H]                   | 29                     | 4                      | 14                     | —                      | —                      | —                      | —                      | —                      | —                      | | Asylum             |
| 2011 | "3"                      | —                      | —                      | —                      | —                      | —                      | —                      | —                      | —                      | —                      | —                      | | The Lost Children  |
| 2011 | "Hell"                   | —                      | —                      | 16                     | 35                     | —                      | —                      | —                      | —                      | —                      | —                      | | The Lost Children  |
| 2015 | "The Vengeful One"       | —                      | —                      | 1                      | 17                     | —                      | —                      | —                      | —                      | —                      | —                      | | Immortalized       |
| 2015 | "The Light"              | —                      | —                      | 1                      | 18                     | —                      | —                      | —                      | —                      | —                      | —                      | | Immortalized       |
| 2015 | "The Sound of Silence"   | 42                     | 22                     | 1                      | 3                      | 4                      | 40                     | —                      | 32                     | 45                     | 29                     | - : 3x Platinum - : 2× Платиновий - : Платиновий - : Платиновий - : Золотий[джерело?] - : 3x Золотий - : Золотий - : Платиновий[джерело?] - : 3x Platinum[джерело?] - : Золотий - : Золотий | Immortalized       |
| 2016 | "Open Your Eyes"         | —                      | —                      | 1                      | 40                     | —                      | —                      | —                      | —                      | —                      | —                      | | Immortalized       |
| "—" позначає запис, який не потрапив до чарту або не виходив на тій території. "×" позначає період, коли чарти не існували або їх не заархівовано. |                          |                        |                        |                        |                        |                        |                        |                        |                        |                        |                        | |                    |

## Інші пісні в чартах
| 2015                                         | "Immortalized"             | 19 | 36 | Immortalized |
| 2015                                         | "What Are You Waiting For" | 20 | —  | Immortalized |
| 2015                                         | "Fire It Up"               | 30 | 8  | Immortalized |
| 2015                                         | "Never Wrong"              | 78 | 22 | Immortalized |
| "—" позначає реліз, що не потрапив до чарту. |                            |    |    |              |

## Появи у фільмах
| Рік  | Фільм                                                | Пісня                    | Нотатка(и) |
| ---- | ---------------------------------------------------- | ------------------------ | --- |
| 2000 | Дракула 2000                                         | "A Welcome Burden"       | (Лише саундтрек) |
| 2000 | Малий Ніккі                                          | "Stupify"                | Fu's Forbidden Little Nicky Remix |
| 2001 | Dragon Ball Z: Lord Slug                             | "Stupify"                | Звучить під час перетворення Фальшивого Супер Сайяна Сон Гоку |
| 2001 | Dragon Ball Z: Lord Slug                             | "Fear"                   | |
| 2001 | День святого Валентина                               | "God of the Mind"        | (Лише саундтрек) |
| 2001 | Протистояння                                         | "Down with the Sickness" | (Лише саундтрек) |
| 2002 | Queen of the Damned                                  | "Down with the Sickness" | (Лише саундтрек) |
| 2002 | Dragon Ball Z: Cooler's Revenge                      | "The Game"               | Звучить під час Фінального Перетворення Кулера |
| 2004 | Світанок мерців                                      | "Down with the Sickness" | Кавер у виконанні Річарда Чіза |
| 2005 | Дім воскових фігур                                   | "Prayer"                 | (Лише саундтрек) |
| 2006 | Пила 3                                               | "Guarded"                | (Лише саундтрек) |
| 2007 | Трансформери                                         | "This Moment"            | "Коротко звучить під час Bumblebee when pulling into Bobby Bolivia's car dealership. Також звучить під час фінальних титрів." It is also featured on the official soundtrack. |
| 2009 | Covered, A Revolution in Sound: Warner Bros. Records | "Midlife Crisis"         | Кавер на пісню Faith No More |
| 2010 | Metal Hammer Presents...Tribute to British Steel     | "Living After Midnight"  | Кавер на пісню Judas Priest |

## Поява у відеоіграх (не включаючи Rock Band/Guitar Hero)
| Рік  | Реліз                                | Пісня                    | Нотатка(и)                                                 |
| ---- | ------------------------------------ | ------------------------ | ---------------------------------------------------------- |
| 2000 | CART Fury Championship Racing        | "Stupify"                |                                                            |
| 2002 | Gravity Games Bike: Street Vert Dirt | "Down with the Sickness" |                                                            |
| 2003 | NFL Gameday 2004                     | "Intoxication"           |                                                            |
| 2004 | MTX Mototrax                         | "Intoxication"           |                                                            |
| 2004 | Tony Hawk's Underground 2            | "Liberate"               |                                                            |
| 2005 | Need for Speed: Most Wanted          | "Decadence"              |                                                            |
| 2006 | Madden NFL 2006                      | "Ten Thousand Fists"     |                                                            |
| 2007 | Project Gotham Racing 4              | "Stricken"               |                                                            |
| 2007 | MX vs. ATV Untamed                   | "Guarded"                |                                                            |
| 2008 | WWE Smackdown vs Raw 2009            | "Perfect Insanity"       |                                                            |
| 2008 | Madden NFL 2009                      | "Inside the Fire"        |                                                            |
| 2008 | Midnight Club: Los Angeles           | "Indestructible"         |                                                            |
| 2009 | The Bigs 2                           | "Indestructible"         |                                                            |
| 2010 | EA Sports MMA                        | "Indestructible"         |                                                            |
| 2016 | Gears of War 4(trailer)              | "The Sound of Silence"   | Simon & Garfunkel cover (played during "Tomorrow" trailer) |

## Відео

### Відеоальбоми
| Рік  | Подробиці відео                                                                        | Сертифікації   |
| ---- | -------------------------------------------------------------------------------------- | -------------- |
| 2002 | M.O.L. - Вихід: 4 червня 2002 - Лейбл: Warner Bros. (#38548) - Формати: DVD, VHS       | - : Платиновий |
| 2008 | Indestructible in Germany[I] - Вихід: 27 листопада 2008 - Лейбл: Reprise - Формат: DVD |                |
| 2010 | Decade of Disturbed - Вихід: 31 серпня 2010 - Лейбл: Reprise - Формат: DVD             |                |

### Музичні відео
| Рік  | Пісня                    | Альбом                | Режисер                            | Тип          | Посилання |
| ---- | ------------------------ | --------------------- | ---------------------------------- | ------------ | --------- |
| 1998 | "Perfect Insanity"       | M.O.L./Indestructible | Disturbed                          | Розповідь    | [ 58 ]    |
| 2000 | "Stupify"                | The Sickness          | Натан Кокс                         | Виступ       | [ 60 ]    |
| 2001 | "Voices"                 | The Sickness          | Грегорі Дарк                       | Розповідь    | [ 62 ]    |
| 2001 | "Want"                   | The Sickness          | Н/Д                                | Виступ       | [ 63 ]    |
| 2001 | "Down with the Sickness" | The Sickness          | Натан Кокс                         | Запис туру   | [ 65 ]    |
| 2002 | "Prayer"                 | Believe               | Брати Штраус                       | Розповідь    | [ 66 ]    |
| 2003 | "Remember"               | Believe               | Марк Вебб                          | Виступ       | [ 68 ]    |
| 2003 | "Liberate"               | Believe               | Натан Кокс / Генк Лена             | Запис наживо | Н/Д       |
| 2005 | "Bound"                  | Believe               | Натан Кокс / Генк Лена             | Запис наживо | Н/Д       |
| 2005 | "Decadence"              | Ten Thousand Fists    | Н/Д                                | Запис наживо | [ 71 ]    |
| 2005 | "Stricken"               | Ten Thousand Fists    | Натан Кокс                         | Виступ       | [ 73 ]    |
| 2006 | "Land of Confusion"      | Ten Thousand Fists    | Тодд Макфарлейн / Террі Фітцжералд | Розповідь    | [ 75 ]    |
| 2008 | "Inside the Fire"        | Indestructible        | Натан Кокс                         | Розповідь    | [ 77 ]    |
| 2008 | "Indestructible"         | Indestructible        | Нобл Джонс                         | Виступ       | [ 80 ]    |
| 2009 | "The Night"              | Indestructible        | Нобл Джонс                         | Виступ       | [ 81 ]    |
| 2010 | "Another Way to Die"     | Asylum                | Roboshobo                          | Розповідь    | [ 84 ]    |
| 2010 | "Asylum"                 | Asylum                | Roboshobo                          | Розповідь    | [ 85 ]    |
| 2010 | "The Animal"             | Asylum                | Чарлі Террелл                      | Розповідь    | [ 87 ]    |
| 2015 | "The Vengeful One"       | Immortalized          | Філ Муччі                          | Розповідь    | [ 88 ]    |
| 2015 | "The Light"              | Immortalized          | Каллі Банкер / Крег Бернард        | Розповідь    | [ 89 ]    |
| 2015 | "The Sound of Silence"   | Immortalized          | Метт Магурін                       | Розповідь    | [ 90 ]    |

## Нотатки
- A.↑  Live & Indestructible вийшов винятково на iTunes Store для цифрового завантаження і на Hot Topic для релізу на CD[91].
- B.↑  "Stupify" не потрапив до US Billboard Hot 100, але зійшов на 12 сходинку чарту Bubbling Under Hot 100.
- C.↑  "Down with the Sickness" не потрапив до US Billboard Hot 100, але зійшов на 4-ту сходинку Bubbling Under Hot 100 chart.
- D.↑  "Remember" не потрапив до US Billboard Hot 100, але зійшов на 10-ту сходинку чарту Bubbling Under Hot 100.
- E.↑  "Liberate" не потрапив до US Billboard Hot 100, але зійшов на 21-шу сходинку чарту Bubbling Under Hot 100.
- F.↑  "Guarded" не потрапив до US Billboard Hot 100, але зійшов на 17-ту сходинку чарту Bubbling Under Hot 100.
- G.↑  "Land of Confusion"  не потрапив до US Billboard Hot 100, але зійшов на 5-ту сходинку чарту Bubbling Under Hot 100.
- H.↑  "Warrior" не потрапив до US Billboard Hot 100, але зійшов на 3-тю сходинку чарту Bubbling Under Hot 100.
- I.↑  Indestructible in Germany вийшов винятково через Best Buy[92].